# Paulo Thiago (Kampfsportler)
Paulo Thiago Alencar Artunes, bekannt als Paulo Thiago [ˈpawlu tʃiˈaɡu] (* 25. Januar 1981 in Brasília), ist ein brasilianischer Mixed-Martial-Arts-Kämpfer. Seine Kampfbilanz beträgt 18 Siege und 10 Niederlagen. Er lebt in Brasília und ist Mitglied der Militärpolizei-Spezialeinheit BOPE.
Thiago, der Judo, Brazilian Jiu-Jitsu, Boxen und Muay Thai ausübte, begann seine Karriere im Juli 2005 beim brasilianischen Veranstalter Storm Samurai. Im Oktober 2006 gewann er das einmalig stattfindende Turnier Gran Prix Planaltina. Über Siege bei Conquista Fight und Jungle Fight gelangte er schließlich zur Ultimate Fighting Championship, wo er im Weltergewicht antrat. Bei seinem Debüt bei UFC 95 im Februar 2009 schlug er Josh Koscheck durch TKO in der ersten Runde und wurde mit dem Bonus-Preisgeld für den Knockout of the Night geehrt. Darauf erlitt er seine erste Niederlage, als er bei UFC 100 im Juli von Jon Fitch nach Punkten besiegt wurde. Nach dem folgenden Sieg über Jacob Volkmann bei UFC 106 bezwang Thiago Mike Swick bei UFC 109, was mit einem Bonus für die Submission of the Night bedacht wurde. Bei UFC 115 unterlag er dann Martin Kampmann. Auch bei seinem Kampf gegen Diego Sanchez, der bei UFC 121 über die volle Rundenzahl ging, wurde Thiago besiegt, er erhielt aber zusammen mit seinem Gegner den Bonus für den Fight of the Night. Von seinen letzten neun Kämpfen gewann Thiago insgesamt nur vier.

## MMA-Statistik
| Ergebnis   | Profi-Rekord | Gegner                         | Datum              | Veranstaltung                               | Methode                        | Runde | Zeit |
| ---------- | ------------ | ------------------------------ | ------------------ | ------------------------------------------- | ------------------------------ | ----- | ---- |
| Sieg       | 1-0          | Ricardo Petrucio               | 2. Juli 2005       | SS – Storm Samurai 8                        | Aufgabe (Triangle Choke)       | 3     | 1:36 |
| Sieg       | 2-0          | Marcone Bezarra                | 13. Oktober 2006   | GPP – Grand Prix Planaltina                 | Aufgabe (Arm-Triangle Choke)   | 3     | 1:31 |
| Sieg       | 3-0          | Diogo Almeida                  | 13. Oktober 2006   | GPP – Grand Prix Planaltina                 | Aufgabe (Guillotine Choke)     | 3     | 1:21 |
| Sieg       | 4-0          | Igor „Pakato“ Maux             | 13. Oktober 2006   | GPP – Grand Prix Planaltina                 | Aufgabe (Anaconda Choke)       | 3     | 1:06 |
| Sieg       | 5-0          | Franklin Careli                | 12. Mai 2007       | CF – Conquista Fight 3                      | Aufgabe (Rear-Naked Choke)     | 2     | 0:37 |
| Sieg       | 6-0          | Fernando Bettega               | 14. Dezember 2007  | CF – Capital Fight 1                        | Aufgabe (Arm-Triangle Choke)   | 1     | 2:02 |
| Sieg       | 7-0          | Leonardo Pecanha               | 6. April 2008      | JF – Jungle Fight 8                         | Punktentscheidung (einstimmig) | 3     | 5:00 |
| Sieg       | 8-0          | Paulo Cavera                   | 31. Mai 2008       | JF 9 – Warriors                             | Aufgabe (Arm-Triangle Choke)   | 1     | 0:00 |
| Sieg       | 9-0          | Ferrid „Hurricane“ Khedad      | 31. Mai 2008       | JF – Jungle Fight 10                        | Punktentscheidung (einstimmig) | 3     | 5:00 |
| Sieg       | 10-0         | Luiz Jorge „Besouro“ Dutra Jr. | 13. September 2008 | JF – Jungle Fight 11                        | TKO (Knieverletzung)           | 1     | 0:40 |
| Sieg       | 11-0         | Josh „Kos“ Koschek             | 21. Februar 2009   | UFC 95 – Sanchez vs. Stevenson              | TKO (Schläge)                  | 1     | 3:29 |
| Niederlage | 11-1         | Jon Fitch                      | 11. Juli 2009      | UFC 100 – Lesnar vs. Mir 2                  | Punktentscheidung (einstimmig) | 3     | 5:00 |
| Sieg       | 12-1         | Jacob „Christmas“ Volkmann     | 21. November 2009  | UFC 106 – Ortiz vs. Griffin 2               | Punktentscheidung (einstimmig) | 3     | 5:00 |
| Sieg       | 13-1         | Mike „Quick“ Swick             | 6. Februar 2010    | UFC 109 – Relentless                        | Aufgabe (Brabo Choke)          | 2     | 1:54 |
| Niederlage | 13-2         | Martin „Hitman“ Kampmann       | 12. Juni 2010      | UFC 115 – Liddell vs. Franklin              | Punktentscheidung (einstimmig) | 3     | 5:00 |
| Niederlage | 13-3         | „The Nightmare“ Diego Sanchez  | 23. Oktober 2010   | UFC 121 – Lesnar vs. Velasquez              | Punktentscheidung (einstimmig) | 3     | 5:00 |
| Sieg       | 14-3         | David „Bulletproof“ Mitchell   | 27. August 2011    | UFC 134 – Silva vs. Okami                   | Punktentscheidung (einstimmig) | 3     | 5:00 |
| Niederlage | 14-4         | „The Great“ Siyar Bahadurzada  | 14. April 2012     | UFC on Fuel TV 2 – Gustafsson vs. Silva     | KO (Schläge)                   | 1     | 0:42 |
| Niederlage | 14-5         | Dong Hyun „Stun-Gun“ Kim       | 10. November 2012  | UFC on Fuel TV 6 – Belfort vs. Rockhold     | Punktentscheidung (einstimmig) | 3     | 5:00 |
| Sieg       | 15-5         | Michel „Trator“ Prazeres       | 18. Mai 2013       | UFC on FX 8 – Belfort vs. Rockhold          | Punktentscheidung (einstimmig) | 3     | 5:00 |
| Niederlage | 15-6         | Brandon „Ruckus“ Thatch        | 9. November 2013   | UFC Fight Night 32 – Belfort vs. Henderson  | KO (Knie gegen Körper)         | 1     | 2:10 |
| Niederlage | 15-7         | Gasan Umalatov                 | 31. Mai 2014       | UFC – The Ultimate Fighter Brazil 3 Finale  | Punktentscheidung (einstimmig) | 3     | 5:00 |
| Niederlage | 15-8         | Sean „Black Magic“ Spencer     | 31. Mai 2014       | UFC Fight Night 51 – Bigfoot vs. Arlovski 2 | Punktentscheidung (einstimmig) | 3     | 5:00 |
| Niederlage | 15-9         | Markus „Maluko“ Perez          | 25. Juni 2016      | Thunder Fight 7 – Maluko vs. Thiago         | Punktentscheidung (einstimmig) | 5     | 5:00 |
| Sieg       | 16-9         | Paulistenio Rocha              | 13. August 2016    | TWC -The Warriors Combat 3                  | Punktentscheidung (einstimmig) | 3     | 5:00 |
| Sieg       | 17-9         | Cheick „Animal“ Kone           | 4. November 2016   | F2N – Fight 2 Night                         | Aufgabe (Rear-Naked Choke)     | 3     | 4:16 |
| Sieg       | 18-9         | Faycal Hucin                   | 28. April 2017     | F2N – Fight 2 Night 2                       | Aufgabe (Armbar)               | 1     | 3:11 |
| Niederlage | 18-10        | Michal „Magic“ Materla         | 22. Oktober 2017   | KSW 40 – Dublin                             | TKO (Schläge)                  | 2     | 0:50 |